# Geniostoma calcicola
Geniostoma calcicola là một loài thực vật có hoa trong họ Mã tiền. Loài này được A.C.Sm. mô tả khoa học đầu tiên năm 1942.